# Edmond Nivoit
Edmond Nivoit, né à Buzancy (Ardennes) le 12 août 1839 et mort à Paris 7e le 2 mai 1920, est un géologue français.

## Biographie
Il entra à l’École polytechnique en 1859, puis il entra deux ans après comme élève-ingénieur à l’École des Mines, d’où il sortit le 1er janvier 1865 comme ingénieur au corps des mines, pour être chargé du sous-arrondissement minéralogique de Mézières.
Sous la direction de Jules Alexandre Alphonse Meugy, il se préoccupe de mettre en valeur les richesses des Ardennes. Il utilise sa très grande maîtrise en chimie analytique pour mettre en évidence les gisements de phosphate de chaux (coquins) des Ardennes et de la Meuse. Il contribue ainsi à la réalisation d'une carte agronomique du département des Ardennes, et prépare les matériaux du mémoire qu'il devait publier plus tard « sur le gisement et l'exploitation des phosphates de chaux fossiles dans la Meuse ». Ils réalisent ensemble les cartes géologiques agronomiques des arrondissements de Vouziers, Sedan et Rethel.
Il épouse, en 1870, Marie Félicité Blanche Gerboulet. Après le décès de celle-ci et de leurs deux enfants, il épouse, en 1877, Marie Elisa Malézieux (1853-1924) dont il aura trois enfants, dont Marguerite, née en 1878, qui épouse Albert Lebrun en 1902.
Il est appelé à Paris en 1880, pour être nommé ingénieur en chef du Contrôle de l'exploitation de l'Est et pour être chargé de la chaire de minéralogie et de géologie de l'École des Ponts-et-Chaussées, qu'il devait occuper jusqu'en 1907. Son cours a fait l'objet d'une publication.
Il est nommé inspecteur général en 1897, et chargé coup sur coup des délicates fonctions de vice-président du Comité de l'Exploitation technique des chemins de fer, puis des Inspections minéralogiques du Sud-Ouest et du Sud-Est, puis est nommé membre du Comité consultatif et de la Commission centrale des machines à vapeur.
En 1907, il est appelé à assumer la direction de l'École supérieure des Mines, jusqu'à sa retraite en 1909.
Dès le 22 mai 1909, le Conseil d'administration des Mines de la Grand'Combe le pria de prendre sa présidence et, peu après, il fut appelé à faire partie du Conseil d'administration de la Compagnie des Chemins de fer P.-L.-M..
Ses obsèques ont été célébrées le 5 mai 1920, en l'église Saint-Thomas-d'Aquin de Paris, et l'inhumation a eu lieu à Buzancy, son pays natal.

## Ses publications
- Mémoire sur les mines d'argent de Kongsberg, dans les manuscrits des Journaux et mémoires de voyage de MM. les Élèves, 1864
- Recherches sur l'emploi agricole des résidus de quelques usines, avec Édouard Létrange, Dunod, 1869, 71 pages
- Notions élémentaires sur l'industrie dans le département des Ardennes, Charleville : E. Jolly, 1869  —
- Statistique agronomique de l'arrondissement de Vouziers, département des Ardennes, avec Jules Alexandre Alphonse Meugy, Charleville : E. Jolly, 1873
- Explication de la carte géologique agronomique de l'arrondissement de Rethel, département des Ardennes, avec Alphonse Meugy, Charleville, E. Jolly, 1878, 183 pages  & la carte elle-même.
- Cours de minéralogie et de géologie appliquées aux constructions, École nationale des ponts et chaussées, 1883, 370 pages
- Encyclopédie chimique : Baryum, Strontium, Calcium, Magnésium et Aluminium, avec Julien Margottet, Dunod, 1884, 268 pages
- Des Lignites crétacés de la Provence et de la Catalogne, publications du journal « Le Génie civil », 1886, 20 pages
- Géologie appliquée à l'art de l'ingénieur, t. 1, Phénomènes géologiques, minéraux, roches, fossiles, Baudry et Cie, 1887, 606 pages
- Géologie appliquée à l'art de l'ingénieur, t. 2, Stratigraphie ou Géologie proprement dite, Baudry et Cie, 1889, 649 pages
- Notice sur la vie et les travaux de M. Massieu, inspecteur général des mines, extrait des Annales des Mines de mars 1897, tiré à part éd. P. Vicq-Dunod, 1897, 27 pages
- Cours de géologie, Librairie Polytechnique Baudry et Cie, 1898, 615 pages
- Éléments de géologie : Cet ouvrage comprend les matières des derniers programmes de l'enseignement secondaire, E. Bernard, 1904, 368 pages